# Edwin Kurgat
Edwin Kurgat (* 19. Mai 1996 in Eldoret) ist ein kenianischer Leichtathlet, der sich auf den Langstreckenlauf spezialisiert hat.

## Sportliche Laufbahn
Erste Erfahrungen bei internationalen Meisterschaften sammelte Edwin Kurgat, der ein Studium an der Iowa State University absolvierte, bei den Olympischen Sommerspielen 2024 in Paris, bei denen er in 13:17,18 min im Finale den siebten Platz im 5000-Meter-Lauf belegte. Zuvor wurde er beim London Athletics Meet in 7:28,53 min Dritter über 3000 Meter.

## Persönliche Bestzeiten
- 3000 Meter: 7:28,53 min, 20. Juli 2024 in London
  - 3000 Meter (Halle): 7:39,38 min, 4. Februar 2024 in Boston
- 5000 Meter: 13:08,46 min, 26. Mai 2023 in Los Angeles
  - 5000 Meter (Halle): 12:57,52 min, 26. Januar 2024 in Boston
- 10.000 Meter: 26:51,54 min, 25. Mai 2024 in Eugene